# 709 Fringilla
709 Fringilla è un asteroide della fascia principale del diametro medio di circa 96,56 km. Scoperto nel 1911, presenta un'orbita caratterizzata da un semiasse maggiore pari a 2,9153053 UA e da un'eccentricità di 0,1149677, inclinata di 16,28194° rispetto all'eclittica.
Il suo nome fa riferimento alla famiglia dei fringillidi, che comprende i cardellini e i fringuelli.